# 地理空間
地理空間（ちりくうかん、フランス語: espace géographique、英語: geographical space）とは、地理学的な空間のことで、地表の全ての現象を対象とする具象的な空間概念である。
1960年代以降、フランスの地理学において重要な概念に位置づけられてきた。

## 展開と受容
アメリカ合衆国およびイギリスでおこった新しい地理学（New Geography）の影響を受け、フランスでも空間概念が導入された。1960年代末に地理空間の概念が発生したのち、地理学の基礎的な概念として「地理空間」がフランス地理学界で広く受け入れられた。その要因として手塚章は、地理空間の概念が地理学の伝統的な思想と整合していることを挙げている。